# Nicole Vaidišová
Nicole Vaidišová (Nuremberg, 23 de abril de 1989) é uma ex-tenista profissional tcheca. Estreou no circuito profissional aos catorze anos, e logo no final de 2004 já se encontrava entre as 100 mais bem cotadas tenistas. Em 2006 chegou à semifinal de do torneio de Roland-Garros.
Já venceu seis torneios da WTA, Seul, Tóquio, Bangkok, Vancouver, Tashkent e Strasbourg. A nível de equipa, já fez parte da seleção checa na disputa da Fed Cup.
Em 17 de julho de 2010 casou-se com Radek Stepanek, no Castelo de Praga, e em junho de 2013 anunciaram o divórcio.
Em 2014, anunciou o retorno ao circuito da WTA, mas parou em 2016. Seu último torneio foi o ITF de Gyor, em maio.

## Finais no Circuito WTA

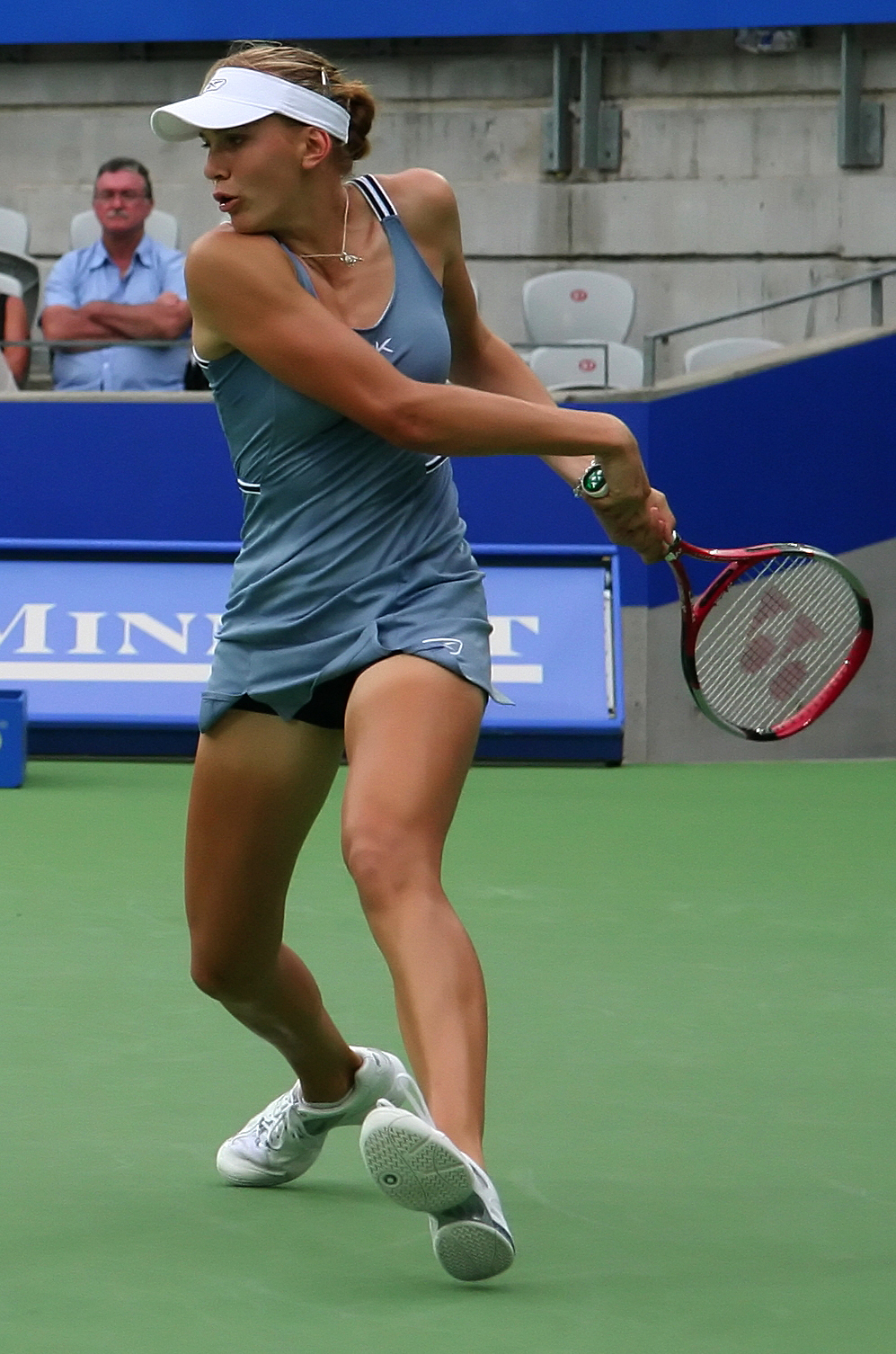
Nicole Vaidišová

### Simples (6 títulos, 1 vice)
| Status | No. | Data                  | Torneio               | Piso   | Adversária       | Resultado      |
| ------ | --- | --------------------- | --------------------- | ------ | ---------------- | -------------- |
| Campeã | 7.  | 27 de maio de 2006    | Estrasburgo, França   | saibro | Peng Shuai       | 7–67, 6–3      |
| Campeã | 6.  | 16 de outubro de 2005 | Bangkok, Tailândia    | duro   | Nadia Petrova    | 6–1, 56–7, 7–5 |
| Campeã | 5.  | 9 de outubro de 2005  | Tóquio, Japão         | duro   | Tatiana Golovin  | 7–64, 3–2, ab. |
| Campeã | 4.  | 2 de outubro de 2005  | Seul, Coreia do Sul   | duro   | Jelena Janković  | 7–5, 6–3       |
| Vice   | 3.  | 15 de maio de 2005    | Istambul, Turquia     | saibro | Venus Williams   | 3–6, 2–6       |
| Campeã | 2.  | 17 de outubro de 2004 | Tashkent, Uzbequistão | duro   | Virginie Razzano | 5–7, 6–3, 6–2  |
| Campeã | 1.  | 15 de agosto de 2004  | Vancouver, Canadá     | duro   | Laura Granville  | 2–6, 6–4, 6–2  |

### Linha de tempo em Grand Slam
| Torneio                  | 2004 | 2005 | 2006 | 2007 | 2008 | 2009 | 2010 |
| ------------------------ | ---- | ---- | ---- | ---- | ---- | ---- | ---- |
| Australian Open          | –    | 3R   | QF   | SF   | 4R   | 1R   | –    |
| Torneio de Roland Garros | Q3   | 2R   | SF   | QF   | 1R   | 1R   | –    |
| Torneio de Wimbledon     | Q1   | QF   | 4R   | QF   | QF   | 1R   | –    |
| US Open                  | 1R   | 4R   | 3R   | 3R   | 2R   | Q1   | –    |